# 清新土地
清新土地是一个在开普敦于2002年成立的南非黑人融合乐队。乐队成员都是来自南非、莫桑比克和津巴布韦。在风格上，清新土地采用传统的南非音乐（如kwela和非洲民间音乐）、蓝调和爵士乐，以及独立摇滚。主唱Zolani·马拉其独特的声音对乐队贡献很大。
2010年南非世足賽其中一首主題曲便是由清新土地所演奏。

## 乐队成员
- Zolani·马拉 – 主唱 声乐
- 西蒙·阿特韦尔 – 长笛，拇指钢琴，口琴
- 彼得·科恩 – 鼓
- 凯拉·罗斯·史密斯 – 小提琴，声乐
- Julio "Gugs" Sigauque – 声学吉他
- 乔希·老鹰 – 低音吉他，声乐
- Seredeal “长毛” Scheepers – 键盘，打击乐器，声乐

## 历史

### 如果如果（2003）
清新土地在2003年初推出他们的首张专辑如果如果。这张专辑大获成功，最终开始了他们的职业生涯并重新确认其作为一个新鲜及充满活力的年轻的南非音乐的面容的声誉。同时在哈拉雷国际艺术节和罗本岛非洲节的乐队演出邀请导致专辑的急需。

### Nomvula（2004-2006）
早在2004年，清新土地参加了南非议会开幕前，总统姆贝基宣誓就任的为庆祝南非民主十年而举办的活动。
在哈拉雷国际艺术节（HIFA），清新土地与津巴布韦的以将非洲的不同音乐类型进行混合而闻名的音乐家奥利弗·Mtukudzi一起表演。
乐队继续同当地传奇任务米亚姆·马齐巴、斯坦利·克拉克和Femi·库提在4月南非开普敦举行的北海爵士音乐节一起演出。7月也标志着乐队在努力地为他们当时未发行专辑Nomvula进行录音室录音后的小憩开始了。乐队趁此机会在意大利罗马的 Celimontana 别墅举行演出。
最后，在2004年末，清新土地发行了他们非常成功的专辑——Nomvula。虽然最初专辑销售很缓慢，但最终还是实现在本地的双白金地位。初步的成功在很大程度上是由于歌曲朗朗上口，音乐感觉良好，歌词斗是斗，于是便在当地电台热播，这张专辑也包括歌手Gita Gutawa的印尼演唱。后续劲曲还有我喜欢和热播歌曲Nomvula，前者在电台排行榜，例如在5FM 前40名排行榜中保持第一的位置长达数周，空前地成功。

### 马谢里（2007）
专辑马谢里于2007年9月3日发布。这张专辑又是在开普敦录音并由巴顿·阿瑟和维克托·Masondo制作。首发单曲为大肚子，其次是激发了和欲望。

### 非洲电台（2010）
清新土地的最新专辑非洲电台于2010年5月发行。

## 时事

### 巡回（2006）
Freshlyground 在5月完成了其在康斯坦博西国家植物园（开普敦）全国巡回表演，这是最引人注目的事件之一。他们将在6月和7月前到德国和比利时表演并在8月到英国各场地演出。
在这条线路经过短暂休息，他们将在9月份回到欧洲并在荷兰、德国、英国、法国和意大利演出。

### 世界杯回归
由于世足赛将在南非举行，2006年7月，Freshlyground 正式参加了2010年世界盃足球賽移交仪式。该乐队在德国举行上届世界杯闭幕仪式上表演了。

### 開普敦球場足球节
在2010年1月23日，Freshlyground 在开普敦本地足球俱乐部开普敦阿贾克斯和桑托斯发挥彼此正式决定进行一场比赛的新的開普敦球場演出。

### 世界杯歌曲
由哥伦比亚明星夏奇拉和 Freshlyground 重唱的歌曲已被选定为今年世界杯的官方圣歌。这首名为“哇咔哇咔 (非洲时刻)”的歌曲已于2010年4月26日发表。它是在一个受欢迎的由黄金歌曲的声音演唱的Makossa非洲士兵，名为“Zangalewa”这也曾于1987年在哥伦比亚流行。夏奇拉和 Freshlyground 在6月10日索韦托比赛开球音乐会在演唱此歌曲。

## 计划

### 国际市场
由于美国和欧洲国家的发行量增加了，该乐队已经宣布他们打算争取在国际上发行唱片；为此，他们最近与索尼BMG非洲签署了一项协议，以促进未来版本中更好地被发行。目前，他们的第二张专辑（Nomvula），预计将于2006年8月发行到英国、法国、意大利和德国。

## 奖项
南非音乐奖
2005年，Freshlyground 被提名三个南非音乐奖奖项。但是，他们没有赢得其中的任何奖项，输给了其他受欢迎的艺术家，如左拉和Simphiwe·达纳。
在2008年Freshlyground 夺得4项南非音乐奖奖项：年度专辑，二重奏/组合，工程师和成人当代专辑：英语。
MTV欧洲音乐奖
Freshlyground 在2006年11月2日于丹麦哥本哈根举行的年度MTV欧洲音乐奖中被评为最佳最佳非洲艺人。这使他们成为第一个被授予MTV奖的南非音乐艺人。
Ø频道音乐录影带比赛:该组合在2008年赢得了南部非洲类最佳奖

## 唱片

### Jika Jika (2003)
- 1. Train Love (4:12)
- 2. Ocean Floor (3:15)
- 3. Rain (5:07)
- 4. Castles In The Sky (3:20)
- 5. Feels Like Sunday (3:40)
- 6. Mbira No. 2 (2:18)
- 7. Zipho Phezulu (3:06)
- 8. Mali (4:07)
- 9. Castles In The Sky (3:36)
- 10. Mowbray Kaap (6:04)
- 11. Nomvula (7:27)

### Nomvula (2004)
- 1. I am the man (4:57)
- 2. Nomvula (4:46)
- 3. Manyana (5:13)
- 4. Vanish (5:20)
- 5. Zithande (4:40)
- 6. I'd like (6:25) (2nd single)
- 7. Doo Be Doo (5:14) (1st single)
- 8. Things Have Changed (4:17) (3rd single)
- 9. Buttercup (5:37) (4th single)
- 10. Human Angels (6:25)
- 11. Father Please (4:03)
- 12. Mowbray Kaap (6:03)
- 13. Touch In The Night (2:44)
- 14. Doo Be Doo (Remix) (European Bonus Track)

### Ma' Cheri (2007)
- 1. Ma' Cheri
- 2. Desire
- 3. Pot Belly (1st single)
- 4. Ask Me
- 5. Baby Tonight
- 6. Fired Up
- 7. Go Gorilla
- 8. Arms of Steel
- 9. Pink Confetti
- 10. Zulu Lounge
- 11. Ivana
- 12. uMalume
- 13. Crimeson Smile
- 14. Manikiniki
- 15. Bonus Track: Air Hostess

### Radio Africa (2010)
- 1. Moto
- 2. Fire is Low (1st single)
- 3. The Dream of Love
- 4. Big Man feat. Les Nubians
- 5. Baba
- 6. Baby in Silence
- 7. Would You Mind
- 8. Vula Amehlo
- 9. Chicken to Change
- 10. Working Class
- 11. Whaliphalal'igazi